# محمد شمس الدين الثالث
السلطان محمد شمس الدين إسكندر الثالث (بالديفيهي: ސުލްޠާން މުޙައްމަދު ޝަމްސުއްދީން) 20 تشرين الأول / أكتوبر 1879 – 12 آذار / مارس 1935، هو ابن إبراهيم نور الدين، كان سلطان جزر المالديف مرتين الأولى من 7 أيار / مايو 1893 والثانية من عام 1902. وهو من الحائزين على وسام القديس ميخائيل والقديس جرجس.
| سبقه محمد عماد الدين الخامس | سلاطين المالديف 7 May 1893 – 1893     | تبعه محمد عماد الدين السادس |
| سبقه محمد عماد الدين السادس | سلاطين المالديف 1902 – 2 October 1934 | تبعه حسن نور الدين الثاني   |